# Vietnam International 2006
Die Vietnam International 2006 im Badminton fanden im Frühjahr 2006 statt.

## Sieger und Platzierte
| Disziplin    | Gold                                              | Silber                                            | Bronze                                  |
| ------------ | ------------------------------------------------- | ------------------------------------------------- | --------------------------------------- |
| Herreneinzel | Nguyễn Tiến Minh                                  | Jeffer Rosobin                                    | Hwang Jung-woon                         |
| Dameneinzel  | Jang Soo-young                                    | Salakjit Ponsana                                  | Anita Raj Kaur                          |
| Herrendoppel | Sudket Prapakamol Patapol Ngernsrisuk             | Albertus Susanto Njoto Yohan Hadikusumo Wiratama  | Yoga Ukikasah Yonathan Suryatama Dasuki |
| Damendoppel  | Kim Min-jung Oh Seul-ki                           | Duanganong Aroonkesorn Kunchala Voravichitchaikul | Meiliana Jauhari Purwati                |
| Mixed        | Songphon Anugritayawon Kunchala Voravichitchaikul | Razif Abdul Latif Norshahliza Baharum             | Khoo Chung Chiat Haw Chiou Hwee         |